# 库尔韦兰迪亚
库尔韦兰迪亚是巴西马托格罗索州的一个市镇。总面积748.363平方公里，总人口4816人，人口密度6.4人/平方公里。